# PROCESS (やしきたかじんのアルバム)
『PROCESS』（プロセス）は、やしきたかじんの14枚目のアルバム。 1997年9月10日に発売された。

## 内容
渡辺直樹が全曲のベース演奏に参加した、前作から1年5ヶ月振りのアルバム。本作以降、たかじん自身が歌手活動に消極的であるため、オリジナル・アルバムの発売は途絶えている。10曲目の「Process for Love」は、タイトル曲である。

## 収録曲
全曲作詞:及川眠子（特記以外）
1. 惚れた弱み（5：08）
作曲:川上明彦 編曲：芳野藤丸
2. 笑うしかないさ（5：27）
作曲:坂本洋 編曲：芳野藤丸
3. 愛と打算とプライドと（4：20）
作曲:坂本洋 編曲：芳野藤丸
4. 最後のネクタイ（6：58）
作詞:伊藤薫 作曲:川上明彦 編曲：若草恵
5. 待ってあげて（5：11）
作曲:来生たかお 編曲：森俊之
「惚れた弱み」のカップリング曲。
6. アバウト（3：54）
作曲:坂本洋 編曲：芳野藤丸
7. 最後だけ私のために（6：27）
作曲:山口美央子 編曲：森俊之
8. おまえの男なんだ（4：34）
作曲:坂本洋 編曲：芳野藤丸
9. 黄昏のベンチ（5：40）
作詞:伊藤薫 作曲:坂本洋 編曲：芳野藤丸
10. Process for Love（5：53）
作曲:坂本洋 編曲：若草恵